# Луна (ракетний комплекс)
«Луна» (Індекс ГРАУ — 2 К6, по класифікації НАТО — FROG-3 (з ракетою 3Р9), FROG-5 (з ракетою 3Р10), експортна назва — R-30) — радянський тактичний ракетний комплекс з твердопаливною некерованою ракетою.

## Загальні відомості
Прийнятий на озброєння в 1960 році. Головний конструктор — Н. П. Мазуров. Дальність стрільби — 45 км (ракетою 3Р9), 32 км (ракетою 3Р10). Ракети — 3Р10 з ядерною БЧ 3Н14 і 3Р9 з осколково-фугасною БЧ 3Н15. Кругове ймовірне відхилення — до 1 км. Маса пускової установки — 15,5 т, ракети 3Р9 — 2,3 т. Обслуга — 5 чоловік. Ракета некерована, наведення здійснювалося пусковою установкою. Пускова установка — на базі танка ПТ-76. Максимальна швидкість — 40 км/год, однак практична швидкість була обмежена до 20 км/год через сильне розгойдування установки, яке створювало перевантаження, небезпечні для ядерної БЧ.
Склад комплексу:
- Самохідна пускова установка 2П16 з ракетою 3Р9 або 3Р10.
- Машина транспортування двох запасних ракет
- Самохідний кран для перевантаження ракет